# Via Glaralpina

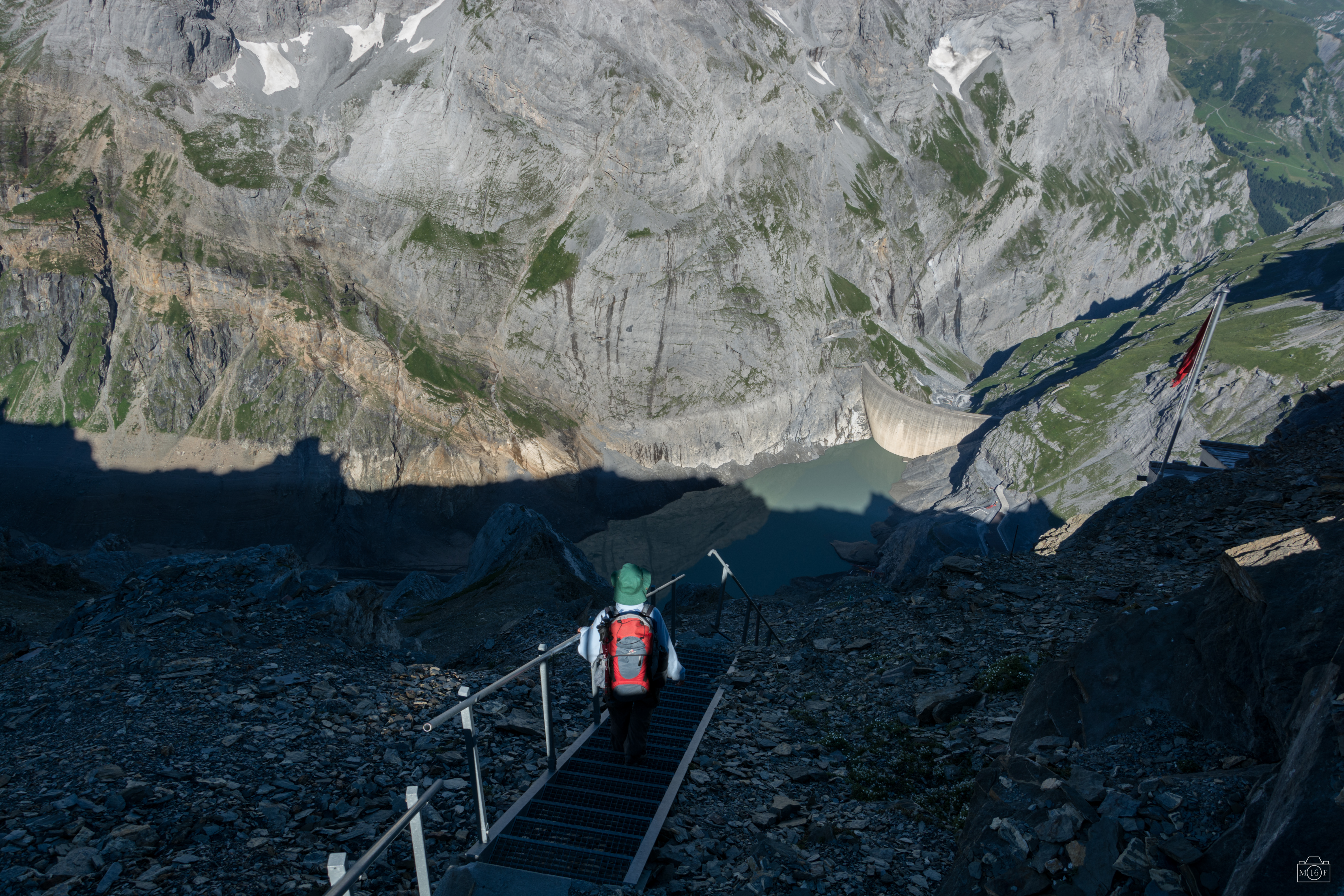
Wegstück auf der Etappe 12 bei der Kistenpasshütte

Die Via Glaralpina ist eine mehrtägige anspruchsvolle Bergwanderung im Kanton Glarus. Die Strecke führt über 19 Etappen, ca. 230 Kilometer und je 18'500 Höhenmeter Auf- und Abstieg rund um das Glarnerland. Die Wanderwege sind weitestgehend rot-weiss und blau-weiss markiert (T2 bis T4) und verbinden 20 Gipfel mit über 30 Hütten, Hotels und Gasthäusern im Kanton Glarus.

## Strecke
Die Via Glaralpina kann entweder als mehrtägige Weitwanderung absolviert oder auch nur in Teiletappen begangen werden. Sie führt geografisch gesehen durch die Schwyzer Alpen und die Glarner Alpen.
Der höchste Punkt ist der Gipfel des Bündner Vorab (3028 m ü. M.; Etappe 14). Ausserdem führt die Strecke durch das UNESCO-Welterbe Tektonikarena Sardona (Etappen 14 bis 16).
| Etappe | Start                    | Ziel                      | Länge (km) | Dauer       | Aufstieg (m) | Abstieg (m) | Gipfel/Pass                                   | Bemerkungen                                     |
| ------ | ------------------------ | ------------------------- | ---------- | ----------- | ------------ | ----------- | --------------------------------------------- | ----------------------------------------------- |
| 1      | Ziegelbrücke             | Niederurnertal            | 13,1       | 05 h 45 min | 1380         | 0620        | Hirzli, Planggenstock                         |                                                 |
| 2      | Niederurnertal           | Rautialp (Obersee)        | 15,1       | 10 h 30 min | 0780         | 0920        | Brüggler                                      | T4; Angaben bis zur Unterkunft auf der Rautialp |
| 3      | Rautialp (Obersee)       | Rhodannenberg (Klöntal)   | 13,5       | 6 h 00 min  | 0974         | 1762        | Wiggis                                        | T4; Angaben ab Unterkunft auf der Rautialp      |
| 4      | Rhodannenberg (Klöntal)  | Glärnischhütte            | 17,5       | 6 h 30 min  | 1290         | 0150        |                                               |                                                 |
| 5      | Glärnischhütte           | Ortstockhaus ob Braunwald | 15,5       | 8 h 00 min  | 1450         | 1660        | Zeinenfurggel                                 | T4                                              |
| 6      | Ortstockhaus             | Glattalphütte             | 10,3       | 5 h 00 min  | 0850         | 0730        | Furggele                                      |                                                 |
| 7      | Glattalphütte            | Urnerboden                | 08,0       | 4 h 00 min  | 0520         | 1040        | Firnerloch                                    | T4                                              |
| 8      | Urnerboden               | Claridenhütte             | 10,0       | 5 h 30 min  | 1510         | 0440        | Fisetenpass, Gemsfairenjoch                   | T4                                              |
| 9      | Claridenhütte            | Fridolinshütte            | 07,1       | 3 h 15 min  | 0430         | 0790        | Beggilüggi, Ochstenstock                      |                                                 |
| 10     | Fridolinshütte           | Obbort ob Tierfehd        | 11,7       | 4 h 00 min  | 0300         | 1340        |                                               |                                                 |
| 11     | Obbort                   | Muttseehütte              | 08,1       | 5 h 00 min  | 1520         | 0090        |                                               |                                                 |
| 12     | Muttseehütte             | Bifertenhütte             | 08,0       | 4 h 00 min  | 0540         | 0560        | Muttenberge, Kistenpass                       |                                                 |
| 13     | Bifertenhütte            | Panixerpass               | 11,6       | 4 h 30 min  | 0640         | 0720        | Falla Lenn, Fuorcla da Gavirolas, Panixerpass | Schutzhütte                                     |
| 14     | Panixerpass              | Martinsmadhütte           | 10,9       | 6 h 00 min  | 0870         | 1280        | Bündner Vorab, Glarner Vorab                  | T4                                              |
| 15     | Martinsmadhütte          | Weissenberge              | 18,0       | 8 h 30 min  | 1380         | 2130        | Fanenstock                                    | T4                                              |
| 16     | Weissenberge             | Skihütte Mülibachtal      | 17,8       | 8 h 15 min  | 1500         | 0990        | Gulderstock, Wissmilen                        | T4                                              |
| 17     | Skihütte Mülibachtal     | Naturfreundehaus Fronalp  | 14,0       | 6 h 00 min  | 0950         | 1330        | Gufelstock, Heustock, Schwarzstöckli          | T4                                              |
| 18     | Naturfreundehaus Fronalp | Filzbach                  | 12,7       | 5 h 30 min  | 0780         | 1470        | Nüenchamm                                     | T4                                              |
| 19     | Filzbach                 | Ziegelbrücke              | 07,1       | 2 h 00 min  | 0010         | 0300        |                                               |                                                 |

## Geschichte
Die Via Glaralpina wurde nach einer fünfjährigen Planungsarbeit am 6. Juli 2019 nach dem Vorbild der Via Alta della Verzasca eröffnet. Träger sind die Glarner Wanderwege.